# Semovente 47/32
El Semovente 47/32 fue un cañón autopropulsado y cazacarros italiano construido durante la Segunda Guerra Mundial.

## Desarrollo
Fue creado al montar un Cannone da 47/32 M35 dentro de una superestructura abierta, encima del chasis de un Fiat L6/40. Algunos fueron construidos como tanques de mando, con una radio reemplazando al cañón principal. Para que estos vehículos se parezcan a un Semovente 47/32 estándar, empleaban una ametralladora Breda M38 de 8 mm disfrazada como el cañón principal de 47 mm. A partir de 1941 en adelante, se construyeron 282 Semovente 47/32.  

## Historial de combate
El Semovente 47/32 fue el vehículo blindado italiano con armamento más pesado que se utilizó en el Frente del Este.[cita requerida]
A pesar de que el cañón de 47 mm era adecuado para los estándares de 1941, cuando el Semovente 47/32 llegó al frente ya era obsoleto e ineficaz contra los tanques medios soviéticos, por lo que el vehículo no fue particularmente exitoso.
Después del Armisticio de Italia en setiembre de 1943, el Ejército alemán capturó todos los Semovente 47/32 que pudo para su propio uso. Estos recibieron la designación StuG L6 47/32 630(i). Algunos de estos fueron ofrecidos al estado títere de Croacia y a la Guardia Nacional Eslovena.

## Variantes
- Semovente L. 40 da 47/32: variante estándar, que transportaba 70 proyectiles y no tenía radio.
- Carro comando plotone per semovente da 47/32: vehículo de mando de pelotón, equipado con una radio Marelli RF 1 CA y con una menor capacidad de proyectiles (47).[5] Se distinguía de la variante estándar por llevar una antena.
- Carro comando compagnia per semovente da 47/32: vehículo de mando de compañía, equipado con dos radios - una Marelli RF 1 CA y una RF 2 CA.[5] Se le retiró el cañón para poder instalarle las radios; en su lugar se instaló una ametralladora Breda M38 de 8 mm, disfrazada como el cañón de 47 mm.[5] Esta variante tenía dos antenas, además del cañón simulado.

## Usuarios
- Italia
- Alemania nazi
- Bulgaria
- Croacia